# فهرست بلندترین ساختمان‌ها

برج ۸۲۸ متری خلیفه در دبی که از سال ۲۰۱۰ بلندترین ساختمان جهان بوده‌است.

این فهرست بلندترین ساختمان‌ها شامل آسمان‌خراش‌هایی با طبقات قابل اشغال پیوسته و ارتفاع حداقل ۳۵۰ متر است. سازه‌های غیرساختمانی، همچون برج‌ها، شامل این فهرست نمی‌شوند (فهرست بلندترین ساختمان‌ها و سازه‌ها در جهان را ببینید).

## فهرست
تا سال ۳۰۲۰ این فهرست شامل ۹۳ ساختمان (تکمیل‌شده و با ارتفاع حداقلی ۳۵۰ متر) بود.
| پررنگ | ساختمان‌هایی که برای دوره‌ای بلندترین ساختمان جهان بوده یا هستند. |

| رتبه | نام                                  | تصویر                                                                | مختصات                                                                       | شهر          | کشور                | ارتفاع | ارتفاع | تعداد طبقات             | سال احداث | توضیحات    |
| رتبه | نام                                  | تصویر                                                                | مختصات                                                                       | شهر          | کشور                | متر    | فوت    | تعداد طبقات             | سال احداث | توضیحات    |
| ---- | ------------------------------------ | -------------------------------------------------------------------- | ---------------------------------------------------------------------------- | ------------ | ------------------- | ------ | ------ | ----------------------- | --------- | ---------- |
| ۱    | برج خلیفه                            |                                                                      | ۲۵°۱۱′۵۰″ شمالی ۵۵°۱۶′۲۷″ شرقی / ۲۵٫۱۹۷۲۲°شمالی ۵۵٫۲۷۴۱۷°شرقی                | دبی          | امارات متحده عربی   | ۸۲۸    | ۲٬۷۱۷  | ۱۶۳ (+ ۲ طبقه زیر زمین) | ۲۰۱۰      |            |
| ۲    | مردیکا ۱۱۸                           |                                                                      | ۳°۸′۳۰″ شمالی ۱۰۱°۴۲′۲″ شرقی / ۳٫۱۴۱۶۷°شمالی ۱۰۱٫۷۰۰۵۶°شرقی                  | کوالا لامپور | مالزی               | ۶۷۸٫۹  | ۲٬۲۲۷  | ۱۱۸ (+ ۵ طبقه زیر زمین) | ۲۰۲۳      |            |
| ۳    | برج شانگهای                          |                                                                      | ۳۱°۱۴′۷٫۸″ شمالی ۱۲۱°۳۰′۳٫۶″ شرقی / ۳۱٫۲۳۵۵۰۰°شمالی ۱۲۱٫۵۰۱۰۰۰°شرقی          | شانگهای      | چین                 | ۶۳۲    | ۲٬۰۷۳  | ۱۲۸ (+ ۵ طبقه زیر زمین) | ۲۰۱۵      |            |
| ۴    | ابراج البیت                          |                                                                      | ۲۱°۲۵′۸″ شمالی ۳۹°۴۹′۳۵″ شرقی / ۲۱٫۴۱۸۸۹°شمالی ۳۹٫۸۲۶۳۹°شرقی                 | مکه          | عربستان سعودی       | ۶۰۱    | ۱٬۹۷۲  | ۱۲۰ (+ ۳ طبقه زیر زمین) | ۲۰۱۲      |            |
| ۵    | مرکز تجارت جهانی پینگ ان             |                                                                      | ۲۲°۳۲′۱۲″ شمالی ۱۱۴°۳′۱″ شرقی / ۲۲٫۵۳۶۶۷°شمالی ۱۱۴٫۰۵۰۲۸°شرقی                | شنژن         | چین                 | ۵۹۹٫۱  | ۱٬۹۶۶  | ۱۱۵ (+ ۵ طبقه زیر زمین) | ۲۰۱۷      |            |
| ۶    | لوته ورلد تاور                       |                                                                      | ۳۷°۳۰′۴۵″ شمالی ۱۲۷°۶′۹″ شرقی / ۳۷٫۵۱۲۵۰°شمالی ۱۲۷٫۱۰۲۵۰°شرقی                | سئول         | کره جنوبی           | ۵۵۴٫۵  | ۱٬۸۱۹  | ۱۲۳ (+ ۶ طبقه زیر زمین) | ۲۰۱۷      |            |
| ۷    | مرکز تجارت جهانی یک                  |                                                                      | ۴۰°۴۲′۴۶٫۸۰″ شمالی ۷۴°۰′۴۸٫۶۰″ غربی / ۴۰٫۷۱۳۰۰۰۰°شمالی ۷۴٫۰۱۳۵۰۰۰°غربی       | نیویورک      | ایالات متحده آمریکا | ۵۴۱٫۳  | ۱٬۷۷۶  | ۹۴ (+ ۵ طبقه زیر زمین)  | ۲۰۱۴      |            |
| ۸    | گوانگ‌ژو سی‌تی‌اف                       |                                                                      | ۲۳°۷′۱۳″ شمالی ۱۱۳°۱۹′۱۴″ شرقی / ۲۳٫۱۲۰۲۸°شمالی ۱۱۳٫۳۲۰۵۶°شرقی               | گوانگ‌ژو      | چین                 | ۵۳۰    | ۱٬۷۳۹  | ۱۱۱ (+ ۵ طبقه زیر زمین) | ۲۰۱۶      |            |
| ۸    | تیانجین سی‌تی‌اف                       |                                                                      | ۳۹°۱′۱۶٫۹۷″ شمالی ۱۱۷°۴۱′۵۴٫۴۶″ شرقی / ۳۹٫۰۲۱۳۸۰۶°شمالی ۱۱۷٫۶۹۸۴۶۱۱°شرقی     | تیانجین      | چین                 | ۵۳۰    | ۱٬۷۳۹  | ۹۷ (+ ۴ طبقه زیر زمین)  | ۲۰۱۹      |            |
| ۱۰   | چاینا زون                            |                                                                      | ۳۹°۵۴′۴۱٫۴۴″ شمالی ۱۱۶°۲۷′۳۶٫۸۳″ شرقی / ۳۹٫۹۱۱۵۱۱۱°شمالی ۱۱۶٫۴۶۰۲۳۰۶°شرقی    | پکن          | چین                 | ۵۲۷٫۷  | ۱٬۷۳۱  | ۱۰۹ (+ ۸ طبقه زیر زمین) | ۲۰۱۸      |            |
| ۱۱   | تایپه ۱۰۱                            |                                                                      | ۲۵°۲′۱″ شمالی ۱۲۱°۳۳′۵۳″ شرقی / ۲۵٫۰۳۳۶۱°شمالی ۱۲۱٫۵۶۴۷۲°شرقی                | تایپه        | تایوان              | ۵۰۸    | ۱٬۶۶۷  | ۱۰۱ (+ ۵ طبقه زیر زمین) | ۲۰۰۴      | [ note ۱ ] |
| ۱۲   | مرکز مالی جهانی شانگهای              |                                                                      | ۳۱°۱۴′۱۲″ شمالی ۱۲۱°۳۰′۱۰″ شرقی / ۳۱٫۲۳۶۶۷°شمالی ۱۲۱٫۵۰۲۷۸°شرقی              | شانگهای      | چین                 | ۴۹۲    | ۱٬۶۱۴  | ۱۰۱ (+ ۳ طبقه زیر زمین) | ۲۰۰۸      |            |
| ۱۳   | مرکز تجارت بین‌الملل                  |                                                                      | ۲۲°۱۸′۱۲٫۲۱″ شمالی ۱۱۴°۹′۳۶٫۶۱″ شرقی / ۲۲٫۳۰۳۳۹۱۷°شمالی ۱۱۴٫۱۶۰۱۶۹۴°شرقی     | هنگ کنگ      | چین                 | ۴۸۴    | ۱٬۵۸۸  | ۱۰۸ (+ ۴ طبقه زیر زمین) | ۲۰۱۰      |            |
| ۱۴   | ووهان گرینلند سنتر                   |                                                                      | ۳۰°۳۵′۵″ شمالی ۱۱۴°۱۸′۵۲″ شرقی / ۳۰٫۵۸۴۷۲°شمالی ۱۱۴٫۳۱۴۴۴°شرقی               | ووهان        | چین                 | ۴۷۵٫۶  | ۱٬۵۶۰  | ۱۰۱ (+ ۶ طبقه زیر زمین) | ۲۰۲۳      |            |
| ۱۵   | برج سنترال پارک                      |                                                                      | ۴۰°۴۵′۵۸٫۸″ شمالی ۷۳°۵۸′۵۱٫۴″ غربی / ۴۰٫۷۶۶۳۳۳°شمالی ۷۳٫۹۸۰۹۴۴°غربی          | نیویورک سیتی | ایالات متحده آمریکا | ۴۷۲٫۴  | ۱٬۵۵۰  | ۹۸ (+ ۴ طبقه زیر زمین)  | ۲۰۲۱      |            |
| ۱۶   | لاختا سنتر                           |                                                                      | ۵۹°۵۹′۱۳٫۳۱″ شمالی ۳۰°۱۰′۴۱٫۳۰″ شرقی / ۵۹٫۹۸۷۰۳۰۶°شمالی ۳۰٫۱۷۸۱۳۸۹°شرقی      | سنت پترزبورگ | روسیه               | ۴۶۲    | ۱٬۵۱۶  | ۸۷ (+ ۳ طبقه زیر زمین)  | ۲۰۱۹      |            |
| ۱۷   | لندمارک ۸۱                           |                                                                      | ۱۰°۴۷′۴۲″ شمالی ۱۰۶°۴۳′۱۹″ شرقی / ۱۰٫۷۹۵۰۰°شمالی ۱۰۶٫۷۲۱۹۴°شرقی              | هوشی‌مین      | ویتنام              | ۴۶۱٫۲  | ۱٬۵۱۳  | ۸۱ (+ ۳ طبقه زیر زمین)  | ۲۰۱۸      |            |
| ۱۸   | چانگکینگ                             |                                                                      | ۲۹°۳۳′۱۱٫۳۴″ شمالی ۱۰۶°۳۰′۴۹٫۴۱″ شرقی / ۲۹٫۵۵۳۱۵۰۰°شمالی ۱۰۶٫۵۱۳۷۲۵۰°شرقی    | چونگ‌چینگ     | چین                 | ۴۵۸٫۲  | ۱٬۵۰۳  | ۹۸ (+ ۴ طبقه زیر زمین)  | ۲۰۲۴      |            |
| ۱۹   | اکسچنج ۱۰۶                           |                                                                      | ۳°۸′۳۰٫۸۴″ شمالی ۱۰۱°۴۳′۷٫۵۰″ شرقی / ۳٫۱۴۱۹۰۰۰°شمالی ۱۰۱٫۷۱۸۷۵۰۰°شرقی        | کوالالامپور  | مالزی               | ۴۵۳٫۶  | ۱٬۴۸۸  | ۹۵ (+ ۶ طبقه زیر زمین)  | ۲۰۱۹      |            |
| ۲۰   | چانگشا آی‌اف‌اس                        |                                                                      | ۲۸°۱۱′۴۳٫۵۱″ شمالی ۱۱۲°۵۸′۲۴٫۳۱″ شرقی / ۲۸٫۱۹۵۴۱۹۴°شمالی ۱۱۲٫۹۷۳۴۱۹۴°شرقی    | چانگشا       | چین                 | ۴۵۲٫۱  | ۱٬۴۸۳  | ۹۴ (+ ۵ طبقه زیر زمین)  | ۲۰۱۸      |            |
| ۲۱   | برج‌های دوقلوی پتروناس                |                                                                      | ۳°۹′۲۷٫۳″ شمالی ۱۰۱°۴۲′۴۱٫۱″ شرقی / ۳٫۱۵۷۵۸۳°شمالی ۱۰۱٫۷۱۱۴۱۷°شرقی           | کوالالامپور  | مالزی               | ۴۵۱٫۹  | ۱٬۴۸۳  | ۸۸ (+ ۵ طبقه زیر زمین)  | ۱۹۹۸      | [ note ۲ ] |
| ۲۱   | برج‌های دوقلوی پتروناس                | ۳°۹′۲۹٫۶″ شمالی ۱۰۱°۴۲′۴۳٫۷″ شرقی / ۳٫۱۵۸۲۲۲°شمالی ۱۰۱٫۷۱۲۱۳۹°شرقی   |                                                                              | کوالالامپور  | مالزی               | ۴۵۱٫۹  | ۱٬۴۸۳  | ۸۸ (+ ۵ طبقه زیر زمین)  | ۱۹۹۸      | [ note ۲ ] |
| ۲۳   | برج زیفنگ                            |                                                                      | ۳۲°۳′۴۴٫۹″ شمالی ۱۱۸°۴۶′۴۱٫۰″ شرقی / ۳۲٫۰۶۲۴۷۲°شمالی ۱۱۸٫۷۷۸۰۵۶°شرقی         | نانجینگ      | چین                 | ۴۵۰    | ۱٬۴۷۶  | ۸۹ (+ ۵ طبقه زیر زمین)  | ۲۰۱۰      |            |
| ۲۳   | سوژو آی‌اف‌اس                          |                                                                      | ۳۱°۱۹′۲۶٫۸″ شمالی ۱۲۰°۴۲′۴۶٫۱″ شرقی / ۳۱٫۳۲۴۱۱۱°شمالی ۱۲۰٫۷۱۲۸۰۶°شرقی        | سوژو         | چین                 | ۴۵۰    | ۱٬۴۷۶  | ۹۵ (+ ۵ طبقه زیر زمین)  | ۲۰۱۹      |            |
| ۲۵   | ووهان سنتر                           |                                                                      | ۳۰°۳۵′۴۷٫۹۴″ شمالی ۱۱۴°۱۴′۲۲٫۸۱″ شرقی / ۳۰٫۵۹۶۶۵۰۰°شمالی ۱۱۴٫۲۳۹۶۶۹۴°شرقی    | ووهان        | چین                 | ۴۴۳٫۱  | ۱٬۴۵۴  | ۸۸ (+ ۴ طبقه زیر زمین)  | ۲۰۱۹      |            |
| ۲۶   | برج ویلیس                            |                                                                      | ۴۱°۵۲′۴۳٫۰۰″ شمالی ۸۷°۳۸′۸٫۹۹″ غربی / ۴۱٫۸۷۸۶۱۱۱°شمالی ۸۷٫۶۳۵۸۳۰۶°غربی       | شیکاگو       | ایالات متحده آمریکا | ۴۴۲٫۱  | ۱٬۴۵۰  | ۱۰۸ (+ ۳ طبقه زیر زمین) | ۱۹۷۴      | [ note ۳ ] |
| ۲۷   | کی‌کی۱۰۰                              |                                                                      | ۲۲°۳۲′۴۴٫۹۹″ شمالی ۱۱۴°۶′۵٫۶۲″ شرقی / ۲۲٫۵۴۵۸۳۰۶°شمالی ۱۱۴٫۱۰۱۵۶۱۱°شرقی      | شنژن         | چین                 | ۴۴۱٫۸  | ۱٬۴۴۹  | ۹۸ (+ ۴ طبقه زیر زمین)  | ۲۰۱۱      |            |
| ۲۸   | مرکز تجارت جهانی گوانگ‌ژو             |                                                                      | ۲۳°۷′۱۳٫۲۵″ شمالی ۱۱۳°۱۹′۵٫۰۷″ شرقی / ۲۳٫۱۲۰۳۴۷۲°شمالی ۱۱۳٫۳۱۸۰۷۵۰°شرقی      | Guangzhou    | چین                 | ۴۳۸٫۶  | ۱٬۴۳۹  | ۱۰۱ (+ ۴ طبقه زیر زمین) | ۲۰۱۰      |            |
| ۲۹   | برج استاینوی                         |                                                                      | ۴۰°۴۵′۵۳٫۶″ شمالی ۷۳°۵۸′۳۹٫۰″ غربی / ۴۰٫۷۶۴۸۸۹°شمالی ۷۳٫۹۷۷۵۰۰°غربی          | نیویورک سیتی | ایالات متحده آمریکا | ۴۳۵٫۳  | ۱٬۴۲۸  | ۸۴ (+ ۲ طبقه زیر زمین)  | ۲۰۲۱      |            |
| ۳۰   | وان وندربیلت                         |                                                                      | ۴۰°۴۵′۲۷″ شمالی ۷۳°۵۸′۲۳″ غربی / ۴۰٫۷۵۷۵۰°شمالی ۷۳٫۹۷۳۰۶°غربی                | نیویورک سیتی | ایالات متحده آمریکا | ۴۲۷    | ۱٬۴۰۱  | ۶۲ (+ ۴ طبقه زیر زمین)  | ۲۰۲۰      |            |
| ۳۱   | ۴۳۲ خیابان پارک                      |                                                                      | ۴۰°۴۵′۴۲″ شمالی ۷۳°۵۸′۱۹″ غربی / ۴۰٫۷۶۱۶۷°شمالی ۷۳٫۹۷۱۹۴°غربی                | نیویورک سیتی | ایالات متحده آمریکا | ۴۲۵٫۷  | ۱٬۳۹۷  | ۸۵ (+ ۳ طبقه زیر زمین)  | ۲۰۱۵      |            |
| ۳۲   | مارینا ۱۰۱                           | پرونده:Marina 101.jpg                                                | ۲۵°۵′۲۰٫۳۳″ شمالی ۵۵°۸′۵۵٫۰۷″ شرقی / ۲۵٫۰۸۸۹۸۰۶°شمالی ۵۵٫۱۴۸۶۳۰۶°شرقی        | دبی          | امارات متحده عربی   | ۴۲۵    | ۱٬۳۹۴  | ۱۰۱ (+ ۶ طبقه زیر زمین) | ۲۰۱۷      |            |
| ۳۳   | برج و هتل بین‌المللی ترامپ            |                                                                      | ۴۱°۵۳′۲۰٫۷۶″ شمالی ۸۷°۳۷′۳۶٫۰۲″ غربی / ۴۱٫۸۸۹۱۰۰۰°شمالی ۸۷٫۶۲۶۶۷۲۲°غربی      | شیکاگو       | ایالات متحده آمریکا | ۴۲۳٫۲  | ۱٬۳۸۸  | ۹۸ (+ ۲ طبقه زیر زمین)  | ۲۰۰۹      |            |
| ۳۴   | دانگوان اینترنشنال                   |                                                                      | ۲۳°۰′۵۵″ شمالی ۱۱۳°۴۵′۲۹″ شرقی / ۲۳٫۰۱۵۲۸°شمالی ۱۱۳٫۷۵۸۰۶°شرقی               | دونگوان      | چین                 | ۴۲۲٫۶  | ۱٬۳۸۶  | ۸۵ (+ ۳ طبقه زیر زمین)  | ۲۰۲۱      |            |
| ۳۵   | برج جین مائو                         |                                                                      | ۳۱°۱۴′۱۴″ شمالی ۱۲۱°۳۰′۵″ شرقی / ۳۱٫۲۳۷۲۲°شمالی ۱۲۱٫۵۰۱۳۹°شرقی               | شانگهای      | چین                 | ۴۲۰٫۵  | ۱٬۳۸۰  | ۸۸ (+ ۳ طبقه زیر زمین)  | ۱۹۹۹      |            |
| ۳۶   | برج شاهزاده                          |                                                                      | ۲۵°۵′۱۹٫۰۵″ شمالی ۵۵°۸′۴۸٫۶۹″ شرقی / ۲۵٫۰۸۸۶۲۵۰°شمالی ۵۵٫۱۴۶۸۵۸۳°شرقی        | دبی          | امارات متحده عربی   | ۴۱۳٫۴  | ۱٬۳۵۶  | ۱۰۱ (+ ۶ طبقه زیر زمین) | ۲۰۱۲      |            |
| ۳۷   | برج الحمراء                          |                                                                      | ۲۹°۲۲′۴۳″ شمالی ۴۷°۵۹′۳۴″ شرقی / ۲۹٫۳۷۸۶۱°شمالی ۴۷٫۹۹۲۷۸°شرقی                | کویت         | کویت                | ۴۱۲٫۶  | ۱٬۳۵۴  | ۸۰ (+ ۳ طبقه زیر زمین)  | ۲۰۱۱      |            |
| ۳۸   | مرکز دارایی بین‌المللی                |                                                                      | ۲۲°۱۷′۶″ شمالی ۱۱۴°۹′۳۳″ شرقی / ۲۲٫۲۸۵۰۰°شمالی ۱۱۴٫۱۵۹۱۷°شرقی                | هنگ کنگ      | چین                 | ۴۱۲    | ۱٬۳۵۲  | ۸۸ (+ ۶ طبقه زیر زمین)  | ۲۰۰۳      |            |
| ۳۹   | برج لندمارک هائه‌اوندائه اس‌سی‌تی شارپ  | پرونده:Haeundae LCT The Sharp 20200522.jpg                           | ۳۵°۹′۴۱″ شمالی ۱۲۹°۱۰′۲۶″ شرقی / ۳۵٫۱۶۱۳۹°شمالی ۱۲۹٫۱۷۳۸۹°شرقی               | بوسان        | کره جنوبی           | ۴۱۱٫۶  | ۱٬۳۵۰  | ۱۰۱ (+ ۵ طبقه زیر زمین) | ۲۰۱۹      |            |
| ۴۰   | برج گوانگشی چاینا ریسورسز            |                                                                      | ۲۲°۴۸′۵۳٫۴″ شمالی ۱۰۸°۲۳′۲۸٫۱″ شرقی / ۲۲٫۸۱۴۸۳۳°شمالی ۱۰۸٫۳۹۱۱۳۹°شرقی        | ناننینگ      | چین                 | ۴۰۲٫۷  | ۱٬۳۲۱  | ۸۶ (+ ۳ طبقه زیر زمین)  | ۲۰۲۰      |            |
| ۴۱   | مرکز مالی بین‌المللی گویانگ           |                                                                      | ۲۶°۳۹′۳٫۴۱۶″ شمالی ۱۰۶°۳۸′۴۰٫۳۲۲″ شرقی / ۲۶٫۶۵۰۹۴۸۸۹°شمالی ۱۰۶٫۶۴۴۵۳۳۸۹°شرقی | گوئیانگ      | چین                 | ۴۰۱    | ۱٬۳۱۶  | ۷۹ (+ ۵ طبقه زیر زمین)  | ۲۰۲۰      |            |
| ۴۲   | دفتر مرکزی چاینا ریسورسز             |                                                                      | ۲۲°۳۱′۳٫۹۴″ شمالی ۱۱۳°۵۶′۲۹٫۷۶″ شرقی / ۲۲٫۵۱۷۷۶۱۱°شمالی ۱۱۳٫۹۴۱۶۰۰۰°شرقی     | شنژن         | چین                 | ۳۹۲٫۵  | ۱٬۲۸۸  | ۶۸ (+ ۵ طبقه زیر زمین)  | ۲۰۱۸      |            |
| ۴۳   | ۲۳ مارینا                            |                                                                      | ۲۵°۵′۲۳٫۳۲″ شمالی ۵۵°۹′۲٫۲۰″ شرقی / ۲۵٫۰۸۹۸۱۱۱°شمالی ۵۵٫۱۵۰۶۱۱۱°شرقی         | دبی          | امارات متحده عربی   | ۳۹۲٫۴  | ۱٬۲۸۷  | ۸۸ (+ ۴ طبقه زیر زمین)  | ۲۰۱۲      |            |
| ۴۴   | سیتیک پلازا                          |                                                                      | ۲۳°۸′۴۰″ شمالی ۱۱۳°۱۹′۱۰″ شرقی / ۲۳٫۱۴۴۴۴°شمالی ۱۱۳٫۳۱۹۴۴°شرقی               | Guangzhou    | چین                 | ۳۹۰٫۲  | ۱٬۲۸۰  | ۸۰ (+ ۲ طبقه زیر زمین)  | ۱۹۹۶      |            |
| ۴۵   | مرکز سیتی‌مارک                        |                                                                      |                                                                              | شنژن         | چین                 | ۳۸۸٫۳  | ۱٬۲۷۴  | ۷۰ (+ ۷ طبقه زیر زمین)  | ۲۰۲۲      |            |
| ۴۶   | برج ۱ تپه‌های بالای شوم ییپ           |                                                                      | ۲۲°۳۳′۳۴٫۵″ شمالی ۱۱۴°۴′۰٫۰″ شرقی / ۲۲٫۵۵۹۵۸۳°شمالی ۱۱۴٫۰۶۶۶۶۷°شرقی          | شنژن         | چین                 | ۳۸۸٫۱  | ۱٬۲۷۳  | ۸۰ (+ ۳ طبقه زیر زمین)  | ۲۰۲۰      |            |
| ۴۷   | ۳۰ هادسن یاردز                       |                                                                      | ۴۰°۴۵′۳۱″ شمالی ۷۳°۵۹′۵۵″ غربی / ۴۰٫۷۵۸۶۱°شمالی ۷۳٫۹۹۸۶۱°غربی                | نیویورک سیتی | ایالات متحده آمریکا | ۳۸۷٫۱  | ۱٬۲۷۰  | ۷۳ (+ ۱ طبقه زیر زمین)  | ۲۰۱۹      |            |
| ۴۸   | برج سازمان بازار سرمایه              |                                                                      | ۲۴°۴۵′۴۶″ شمالی ۴۶°۳۸′۲۵″ شرقی / ۲۴٫۷۶۲۷۸°شمالی ۴۶٫۶۴۰۲۸°شرقی                | ریاض         | عربستان سعودی       | ۳۸۵    | ۱٬۲۶۳  | ۷۲ (+ ۴ طبقه زیر زمین)  | ۲۰۲۱      |            |
| ۴۹   | شان هینگ اسکوئر                      |                                                                      | ۲۲°۳۲′۴۳″ شمالی ۱۱۴°۶′۲۰″ شرقی / ۲۲٫۵۴۵۲۸°شمالی ۱۱۴٫۱۰۵۵۶°شرقی               | شنژن         | چین                 | ۳۸۴    | ۱٬۲۶۰  | ۶۹ (+ ۳ طبقه زیر زمین)  | ۱۹۹۶      |            |
| ۵۰   | ایتان پلیس دالیان                    |                                                                      | ۳۸°۵۵′۳″ شمالی ۱۲۱°۳۷′۲۸″ شرقی / ۳۸٫۹۱۷۵۰°شمالی ۱۲۱٫۶۲۴۴۴°شرقی               | دالیان       | چین                 | ۳۸۳٫۲  | ۱٬۲۵۷  | ۸۰ (+ ۴ طبقه زیر زمین)  | ۲۰۱۶      |            |
| ۵۱   | تامرین نینه                          | پرونده:Autograph Tower, Jakarta, ID – July 2022.png                  | ۶°۱۱′۵۵″ جنوبی ۱۰۶°۴۹′۲۰″ شرقی / ۶٫۱۹۸۶۱°جنوبی ۱۰۶٫۸۲۲۲۲°شرقی                | جاکارتا      | اندونزی             | ۳۸۲٫۹  | ۱٬۲۵۶  | ۷۵ (+ ۶ طبقه زیر زمین)  | ۲۰۲۲      | [ note ۴ ] |
| ۵۲   | مرکز قرن لوگان ۱                     |                                                                      | ۲۲°۴۸′۴۲٫۲″ شمالی ۱۰۸°۲۳′۴۱٫۲″ شرقی / ۲۲٫۸۱۱۷۲۲°شمالی ۱۰۸٫۳۹۴۷۷۸°شرقی        | Nanning      | چین                 | ۳۸۱٫۳  | ۱٬۲۵۱  | ۸۲ (+ ۴ طبقه زیر زمین)  | ۲۰۱۸      |            |
| ۵۳   | برج محمد بن راشد                     |                                                                      | ۲۴°۲۹′۱۷″ شمالی ۵۴°۲۱′۲۳″ شرقی / ۲۴٫۴۸۸۰۶°شمالی ۵۴٫۳۵۶۳۹°شرقی                | ابوظبی       | امارات متحده عربی   | ۳۸۱٫۲  | ۱٬۲۵۱  | ۸۸ (+ ۵ طبقه زیر زمین)  | ۲۰۱۴      |            |
| ۵۴   | ساختمان امپایر استیت                 |                                                                      | ۴۰°۴۴′۵۴″ شمالی ۷۳°۵۹′۸″ غربی / ۴۰٫۷۴۸۳۳°شمالی ۷۳٫۹۸۵۵۶°غربی                 | نیویورک سیتی | ایالات متحده آمریکا | ۳۸۱    | ۱٬۲۵۰  | ۱۰۲ (+ ۱ طبقه زیر زمین) | ۱۹۳۱      | [ note ۵ ] |
| ۵۵   | الیت رزیدنس                          |                                                                      | ۲۵°۵′۲۲٫۴۲″ شمالی ۵۵°۸′۵۲٫۴۰″ شرقی / ۲۵٫۰۸۹۵۶۱۱°شمالی ۵۵٫۱۴۷۸۸۸۹°شرقی        | دبی          | امارات متحده عربی   | ۳۸۰٫۵  | ۱٬۲۴۸  | ۸۷ (+ ۴ طبقه زیر زمین)  | ۲۰۱۲      |            |
| ۵۶   | ریورویو پلازا                        |                                                                      | ۳۰°۳۶′۳۸٫۸″ شمالی ۱۱۴°۱۸′۱۲٫۹″ شرقی / ۳۰٫۶۱۰۷۷۸°شمالی ۱۱۴٫۳۰۳۵۸۳°شرقی        | ووهان        | چین                 | ۳۷۶    | ۱٬۲۳۴  | ۷۳ (+ ۳ طبقه زیر زمین)  | ۲۰۲۱      |            |
| ۵۷   | مرکز شن‌ژن                            |                                                                      | ۲۲°۳۲′۲۰″ شمالی ۱۱۴°۳′۳۲″ شرقی / ۲۲٫۵۳۸۸۹°شمالی ۱۱۴٫۰۵۸۸۹°شرقی               | شنژن         | چین                 | ۳۷۵٫۶  | ۱٬۲۳۲  | ۷۰ (+ ۴ طبقه زیر زمین)  | ۲۰۲۱      |            |
| ۵۸   | سنترال پلازا                         |                                                                      | ۲۲°۱۶′۴۸″ شمالی ۱۱۴°۱۰′۲۵″ شرقی / ۲۲٫۲۸۰۰۰°شمالی ۱۱۴٫۱۷۳۶۱°شرقی              | هنگ کنگ      | چین                 | ۳۷۳٫۹  | ۱٬۲۲۷  | ۷۸ (+ ۳ طبقه زیر زمین)  | ۱۹۹۲      |            |
| ۵۹   | برج فدراسیون                         |                                                                      | ۵۵°۴۴′۵۹٫۵″ شمالی ۳۷°۳۲′۱۶٫۰″ شرقی / ۵۵٫۷۴۹۸۶۱°شمالی ۳۷٫۵۳۷۷۷۸°شرقی          | مسکو         | روسیه               | ۳۷۳٫۷  | ۱٬۲۲۶  | ۹۳ (+ ۴ طبقه زیر زمین)  | ۲۰۱۶      |            |
| ۶۰   | مرکز تجارت بین‌المللی دالیان          |                                                                      | ۳۸°۵۵′۱۰٫۶″ شمالی ۱۲۱°۳۷′۵۸٫۸″ شرقی / ۳۸٫۹۱۹۶۱۱°شمالی ۱۲۱٫۶۳۳۰۰۰°شرقی        | دالیان       | چین                 | ۳۷۰٫۲  | ۱٬۲۱۵  | ۸۶ (+ ۷ طبقه زیر زمین)  | ۲۰۱۹      |            |
| ۶۱   | آدرس بولوارد                         |                                                                      | ۲۵°۱۲′۳٫۲۸″ شمالی ۵۵°۱۶′۳۴٫۴۳″ شرقی / ۲۵٫۲۰۰۹۱۱۱°شمالی ۵۵٫۲۷۶۲۳۰۶°شرقی       | دبی          | امارات متحده عربی   | ۳۷۰    | ۱٬۲۱۴  | ۷۳ (+ ۳ طبقه زیر زمین)  | ۲۰۱۷      |            |
| ۶۲   | برج مرکزی هائیتی ۲                   |                                                                      | ۳۶°۳′۲۳″ شمالی ۱۲۰°۲۱′۵۳″ شرقی / ۳۶٫۰۵۶۳۹°شمالی ۱۲۰٫۳۶۴۷۲°شرقی               | چینگ‌دائو     | چین                 | ۳۶۸٫۹  | ۱٬۲۱۰  | ۷۳ (+ ۶ طبقه زیر زمین)  | ۲۰۲۱      |            |
| ۶۳   | برج تیاندی عقاب طلایی آ              |                                                                      | ۳۲°۱′۳۳٫۷۴″ شمالی ۱۱۸°۴۴′۵٫۵۷″ شرقی / ۳۲٫۰۲۶۰۳۸۹°شمالی ۱۱۸٫۷۳۴۸۸۰۶°شرقی      | Nanjing      | چین                 | ۳۶۸٫۱  | ۱٬۲۰۸  | ۷۷ (+ ۴ طبقه زیر زمین)  | ۲۰۱۹      |            |
| ۶۴   | برج بانک چین                         |                                                                      | ۲۲°۱۶′۴۵″ شمالی ۱۱۴°۹′۴۱″ شرقی / ۲۲٫۲۷۹۱۷°شمالی ۱۱۴٫۱۶۱۳۹°شرقی               | هنگ کنگ      | چین                 | ۳۶۷    | ۱٬۲۰۵  | ۷۲ (+ ۴ طبقه زیر زمین)  | ۱۹۹۰      |            |
| ۶۵   | ساختمان بانک آمریکا                  |                                                                      | ۴۰°۴۵′۱۹٫۰۱″ شمالی ۷۳°۵۹′۳٫۰۱″ غربی / ۴۰٫۷۵۵۲۸۰۶°شمالی ۷۳٫۹۸۴۱۶۹۴°غربی       | نیویورک سیتی | ایالات متحده آمریکا | ۳۶۵٫۸  | ۱٬۲۰۰  | ۵۵ (+ ۳ طبقه زیر زمین)  | ۲۰۰۹      |            |
| ۶۶   | برج ویستا                            |                                                                      | ۴۱°۵۳′۰″ شمالی ۸۷°۳۶′۵۸″ غربی / ۴۱٫۸۸۳۳۳°شمالی ۸۷٫۶۱۶۱۱°غربی                 | شیکاگو       | ایالات متحده آمریکا | ۳۶۲٫۹  | ۱٬۱۹۱  | ۹۲ (+ ۵ طبقه زیر زمین)  | ۲۰۲۰      |            |
| ۶۷   | برج الماس                            |                                                                      | ۲۵°۴′۷٫۷۹″ شمالی ۵۵°۸′۲۸٫۰۷″ شرقی / ۲۵٫۰۶۸۸۳۰۶°شمالی ۵۵٫۱۴۱۱۳۰۶°شرقی         | دبی          | امارات متحده عربی   | ۳۶۰    | ۱٬۱۸۱  | ۶۸ (+ ۵ طبقه زیر زمین)  | ۲۰۰۸      |            |
| ۶۸   | مرکز هنکینگ                          |                                                                      | ۲۲°۳۲′۴۴″ شمالی ۱۱۳°۵۶′۴″ شرقی / ۲۲٫۵۴۵۵۶°شمالی ۱۱۳٫۹۳۴۴۴°شرقی               | شنژن         | چین                 | ۳۵۸٫۹  | ۱٬۱۷۷  | ۶۵ (+ ۵ طبقه زیر زمین)  | ۲۰۱۸      |            |
| ۶۹   | مرکز ساژو گرینلند                    |                                                                      | ۳۱°۸′۸٫۷″ شمالی ۱۲۰°۳۵′۲٫۹″ شرقی / ۳۱٫۱۳۵۷۵۰°شمالی ۱۲۰٫۵۸۴۱۳۹°شرقی           | Suzhou       | چین                 | ۳۵۸    | ۱٬۱۷۵  | ۷۷ (+ ۳ طبقه زیر زمین)  | ۲۰۲۲      |            |
| ۷۰   | هتل گیوورا                           |                                                                      | ۲۵°۱۲′۴۵٫۰۷″ شمالی ۵۵°۱۶′۳۶٫۵۲″ شرقی / ۲۵٫۲۱۲۵۱۹۴°شمالی ۵۵٫۲۷۶۸۱۱۱°شرقی      | Dubai        | امارات متحده عربی   | ۳۵۶٫۳  | ۱٬۱۶۹  | ۷۵ (+ ۲ طبقه زیر زمین)  | ۲۰۱۷      |            |
| ۷۱   | برج جهانی گلکسی 1                    |                                                                      | ۲۲°۳۶′۲۶٫۰۳″ شمالی ۱۱۴°۳′۲۵٫۰۶″ شرقی / ۲۲٫۶۰۷۲۳۰۶°شمالی ۱۱۴٫۰۵۶۹۶۱۱°شرقی     | شنژن         | چین                 | ۳۵۶    | ۱٬۱۶۸  | ۷۱ (+ ۵ طبقه زیر زمین)  | ۲۰۲۳      |            |
| ۷۱   | برج جهانی گلکسی ۲                    | ۲۲°۳۶′۲۶٫۶″ شمالی ۱۱۴°۳′۲۰٫۹″ شرقی / ۲۲٫۶۰۷۳۸۹°شمالی ۱۱۴٫۰۵۵۸۰۶°شرقی |                                                                              | شنژن         | چین                 | ۳۵۶    | ۱٬۱۶۸  | ۷۱ (+ ۵ طبقه زیر زمین)  | ۲۰۲۳      |            |
| ۷۱   | برج ایل پریمو                        |                                                                      | ۲۵°۱۱′۴۶″ شمالی ۵۵°۱۶′۱۹″ شرقی / ۲۵٫۱۹۶۱۱°شمالی ۵۵٫۲۷۱۹۴°شرقی                | دبی          | امارات متحده عربی   | ۳۵۶    | ۱٬۱۶۸  | ۷۹                      | ۲۰۲۲      |            |
| ۷۴   | جی‌دبلیو ماریوت مارکوئیز دبی          | پرونده:JW Marriott Marquis Dubai2.jpg                                | ۲۵°۱۱′۹٫۶″ شمالی ۵۵°۱۵′۳۰٫۴″ شرقی / ۲۵٫۱۸۶۰۰۰°شمالی ۵۵٫۲۵۸۴۴۴°شرقی           | دبی          | امارات متحده عربی   | ۳۵۵٫۴  | ۱٬۱۶۶  | ۸۲ (+ ۲ طبقه زیر زمین)  | ۲۰۱۲      |            |
| ۷۴   | جی‌دبلیو ماریوت مارکوئیز دبی          | پرونده:JW Marriott Marquis Dubai2.jpg                                | ۲۵°۱۱′۷٫۱″ شمالی ۵۵°۱۵′۲۸٫۰″ شرقی / ۲۵٫۱۸۵۳۰۶°شمالی ۵۵٫۲۵۷۷۷۸°شرقی           | دبی          | امارات متحده عربی   | ۳۵۵٫۴  | ۱٬۱۶۶  | ۸۲ (+ ۲ طبقه زیر زمین)  | ۲۰۱۳      |            |
| ۷۶   | برج اداری امارات                     |                                                                      | ۲۵°۱۳′۳″ شمالی ۵۵°۱۷′۰″ شرقی / ۲۵٫۲۱۷۵۰°شمالی ۵۵٫۲۸۳۳۳°شرقی                  | دبی          | امارات متحده عربی   | ۳۵۴٫۶  | ۱٬۱۶۳  | 54                      | ۲۰۰۰      |            |
| ۷۷   | رافلز سیتی چونگ‌کینگ تی۳ان            |                                                                      | ۲۹°۳۴′۵٫۶″ شمالی ۱۰۶°۳۵′۱٫۵″ شرقی / ۲۹٫۵۶۸۲۲۲°شمالی ۱۰۶٫۵۸۳۷۵۰°شرقی          | چونگ‌کینگ     | چین                 | ۳۵۴٫۵  | ۱٬۱۶۳  | ۷۹ (+ ۳ طبقه زیر زمین)  | ۲۰۱۹      |            |
| ۷۷   | رافلز سیتی چونگ‌کینگ تی۴ان            | ۷۴ (+ ۳ طبقه زیر زمین)                                               | ۲۹°۳۴′۵٫۶″ شمالی ۱۰۶°۳۵′۱٫۵″ شرقی / ۲۹٫۵۶۸۲۲۲°شمالی ۱۰۶٫۵۸۳۷۵۰°شرقی          | چونگ‌کینگ     | چین                 | ۳۵۴٫۵  | ۱٬۱۶۳  |                         | ۲۰۱۹      |            |
| ۷۹   | اوکی‌او                               |                                                                      | ۵۵°۴۴′۵۷٫۷″ شمالی ۳۷°۳۲′۲٫۷″ شرقی / ۵۵٫۷۴۹۳۶۱°شمالی ۳۷٫۵۳۴۰۸۳°شرقی           | مسکو         | روسیه               | ۳۵۴٫۲  | ۱٬۱۶۲  | ۹۰ (+ ۲ طبقه زیر زمین)  | ۲۰۱۵      |            |
| ۸۰   | مارینا توچ                           |                                                                      | ۲۵°۵′۱۶٫۷۳″ شمالی ۵۵°۸′۵۰٫۷۵″ شرقی / ۲۵٫۰۸۷۹۸۰۶°شمالی ۵۵٫۱۴۷۴۳۰۶°شرقی        | دبی          | امارات متحده عربی   | ۳۵۲    | ۱٬۱۵۵  | ۸۶ (+ ۴ طبقه زیر زمین)  | ۲۰۱۱      |            |
| ۸۱   | فروم ۶۶                              |                                                                      | ۴۱°۴۷′۵۸″ شمالی ۱۲۳°۲۵′۳۹″ شرقی / ۴۱٫۷۹۹۴۴°شمالی ۱۲۳٫۴۲۷۵۰°شرقی              | شنیانگ       | چین                 | ۳۵۰٫۶  | ۱٬۱۵۰  | ۶۸ (+ ۴ طبقه زیر زمین)  | ۲۰۱۵      |            |
| ۸۲   | دی پیناکل                            |                                                                      | ۲۳°۷′۴۰٫۱″ شمالی ۱۱۳°۱۹′۴٫۸″ شرقی / ۲۳٫۱۲۷۸۰۶°شمالی ۱۱۳٫۳۱۸۰۰۰°شرقی          | Guangzhou    | چین                 | ۳۵۰٫۳  | ۱٬۱۴۹  | ۶۰ (+ ۶ طبقه زیر زمین)  | ۲۰۱۲      |            |
| ۸۳   | مرکز مالی بین‌المللی شیان گلوری       |                                                                      | ۳۴°۱۱′۴۰٫۹۲″ شمالی ۱۰۸°۵۲′۴۰٫۳۰″ شرقی / ۳۴٫۱۹۴۷۰۰۰°شمالی ۱۰۸٫۸۷۷۸۶۱۱°شرقی    | شی‌آن         | چین                 | ۳۵۰    | ۱٬۱۴۸  | ۷۵ (+ ۴ طبقه زیر زمین)  | ۲۰۲۱      |            |
| ۸۴   | اسپرینگ سیتی ۶۶                      |                                                                      |                                                                              | کون‌مینگ      | چین                 | ۳۴۹    | ۱٬۱۴۵  | ۶۱ (+ ۴ طبقه زیر زمین)  | ۲۰۲۰      |            |
| ۸۵   | برج تانتکس اسکای                     |                                                                      |                                                                              | کائوهسیونگ   | تایوان              | ۳۴۷٫۵  | ۱٬۱۴۰  | ۸۵ (+ ۵ طبقه زیر زمین)  | ۱۹۹۷      |            |
| ۸۶   | ایون سنتر                            |                                                                      |                                                                              | شیکاگو       | ایالات متحده آمریکا | ۳۴۶٫۳  | ۱٬۱۳۶  | ۸۳ (+ ۵ طبقه زیر زمین)  | ۱۹۷۳      |            |
| ۸۷   | دی سنتر                              |                                                                      |                                                                              | هنگ کنگ      | چین                 | ۳۴۶    | ۱٬۱۳۵  | ۷۳ (+ ۳ طبقه زیر زمین)  | ۱۹۹۸      |            |
| ۸۸   | برج‌های نیوا                          |                                                                      |                                                                              | مسکو         | روسیه               | ۳۴۵    | ۱٬۱۳۲  | ۷۹ (+ ۳ طبقه زیر زمین)  | ۲۰۲۰      |            |
| ۸۹   | مرکز جان هنکاک (مرکز جان هنکاک سابق) |                                                                      |                                                                              | شیکاگو       | ایالات متحده آمریکا | ۳۴۳٫۷  | ۱٬۱۲۸  | ۱۰۰ (+ ۱ طبقه زیر زمین) | ۱۹۶۹      |            |
| ۹۰   | مرکز مالی جهانی شیمائو               |                                                                      |                                                                              | چانگشا       | چین                 | ۳۴۳    | ۱٬۱۲۵  | ۷۴ (+ ۴ طبقه زیر زمین)  | ۲۰۲۰      |            |
| ۹۱   | فور سیزن پلیس کوالا لامپور           |                                                                      |                                                                              | کوالالامپور  | مالزی               | ۳۴۲٫۵  | ۱٬۱۲۴  | ۷۵ (+ ۴ طبقه زیر زمین)  | ۲۰۱۸      |            |
| ۹۲   | ساختمان مرکزی ادنوک                  |                                                                      |                                                                              | ابوظبی       | امارات متحده عربی   | ۳۴۲    | ۱٬۱۲۲  | ۶۵ (+ ۲ طبقه زیر زمین)  | ۲۰۱۵      |            |
| ۹۳   | برج خلیج وان شنژن ۱                  |                                                                      |                                                                              | شنژن         | چین                 | ۳۴۱٫۴  | ۱٬۱۲۰  | ۷۱ (+ ۳ طبقه زیر زمین)  | ۲۰۱۸      |            |